# ديندريي أبرون
ديندريي أبرون (بالإنجليزية: DeAndrey Abron)‏ مواليد 31 يوليو 1972 في يونغزتاون، الولايات المتحدة، هو ملاكم محترف أمريكي سابق صنّف ضمن فئة وزن خفيف الثقيل بدأ مسيرته الاحترافية سنة 2004. كان خصمه في نزاله الأخير هو مونتيل غريفين.

## إحصائيات
خاض خلال مسيرته 25 نزالا، فاز في 15 ولم يتعادل وخسر في 10. فاز بالضربة القاضية في 10 نزالا.

## روابط خارجية
- ديندريي أبرون على موقع بوكس ريك (الإنجليزية) (registration required)